# Tony Abbott
Anthony John "Tony" Abbott, född 4 november 1957 i London, Storbritannien, är en australisk politiker som var Australiens premiärminister från 2013 till 2015. Han segrade i parlamentsvalet 2013. Mellan 2009 och 2015 var han också ledare för Australiens liberala parti. I den egenskapen var han oppositionsledare 2009–2013.
Den 14 september 2015 utmanades Abbott om partiledarskapet av den tidigare partiledaren Malcolm Turnbull och förlorade med siffrorna 55 mot 44 i fördel till Turnbull. Därmed begärde han också sitt entledigande som premiärminister.
Han har varit parlamentsledamot sedan 1994, och var minister i John Howards regering från 1998 till valnederlaget 2007, och från 2001 till 2007 medlem av kabinettet.
I december 2009 valdes Abbott med minsta möjliga majoritet, 42–41, till partiledare för Liberala partiet istället för den sittande Malcolm Turnbull. I en första valomgång deltog även Joe Hockey.
I parlamentsvalet 2010 ökade Liberala partiet i stöd, men uppnådde inte majoritet, vilket innebar att Labourregeringen under Julia Gillard kunde sitta kvar som minoritetsregering. I parlamentsvalet 2013 ökade Liberala partiet kraftigt i stöd och erhöll en majoritet av mandaten. 
Tony Abbott föddes i London och emigrerade till Australien med sina föräldrar 1960. Fadern var född i England och flyttade till Australien första gången 1940, vid 16 års ålder. Modern var född i Australien som dotter till en nederländskfödd far och en walesiskfödd mor. Abbott har studerat vid University of Sydney, Queen's College vid Oxfords universitet och vid det romersk-katolska teologiska seminariet St Patrick's Seminary i Sydney.